# Arad, Iran
Arad (persiska: ارد) är en ort i Iran.   Den ligger i provinsen Fars, i den södra delen av landet, 900 km söder om huvudstaden Teheran. Arad ligger 607 meter över havet och antalet invånare är 5 264.
Terrängen runt Arad är kuperad västerut, men österut är den platt.Runt Arad är det glesbefolkat, med 15 invånare per kvadratkilometer. Arad är det största samhället i trakten. Trakten runt Arad är ofruktbar med lite eller ingen växtlighet.